# Флаг Шереметьевского сельского поселения
Флаг Шереметьевского сельского поселения Нижнекамского района Республики Татарстан Российской Федерации.

## Описание
«Прямоугольное синее полотнище с отношением ширины к длине 2:3, несущее вдоль нижнего края зелёную полосу в 1/6 ширины полотнища и воспроизводящее в середине синей части вплотную к полосе фигуры герба сельского поселения: три жёлтые сосны, из которых средняя выше и увенчана графской короной, изображённой жёлтым, красным, зелёным и белым цветами».

## Обоснование символики
Флаг разработан на основе герба сельского поселения.
Жёлтые (золотые) сосны отражают природные особенности местности, окружённой сосновым бором. Деревья символизируют природное богатство и экологическую чистоту. Сосна — символ долголетия, стойкости и силы характера. Образ трёх сосен олицетворяет собой традиции дружбы народов, добрососедства, сотрудничества, стремления к созиданию и единству. Кроме этого, три сосны напоминают «Ш» — заглавную в названии административного центра сельского поселения — Шереметьево.
Село Шереметьево получило своё название по имени одного из представителей известнейшего в России древнего боярского рода Шереметевых, который приобрёл эту землю в середине XVIII века (до 1920 года — село Богородское-Шереметево). Шереметевы наладили здесь в промышленных масштабах кожевенное производство, которым прославилось село.
Взаимосвязь Шереметьевского сельского поселения и семьи Шереметевых, давшей России многих выдающихся деятелей, отражена на флаге изображением фигуры из герба рода графов Шереметьевых — золотой графской короны.
Зелёная полоса аллегорически показывает природное богатство земли.
Жёлтый цвет (золото) — символ богатства, стабильности, урожая, уважения и интеллекта.
Белый цвет (серебро) — символ чистоты, совершенства, мира и взаимопонимания.
Зелёный цвет — символ природы, здоровья, молодости и жизненного роста.
Синий цвет — символ чести, благородства, духовности, возвышенных устремлений.